# Batang, Chongqing
Batang (kinesiska: 八塘) är en köping i sydvästra Kina. Den ligger i stadsdistriktet Bishan i storstadsområdet Chongqing, omkring 41 kilometer nordväst om det centrala stadsdistriktet Yuzhong. Antalet invånare är 23 851. Befolkningen består av 11 487 kvinnor och 12 364 män. Barn under 15 år utgör 15,0 %, vuxna 15-64 år 70 %, och äldre över 65 år 14,0 %.